# Lhadon Tethong

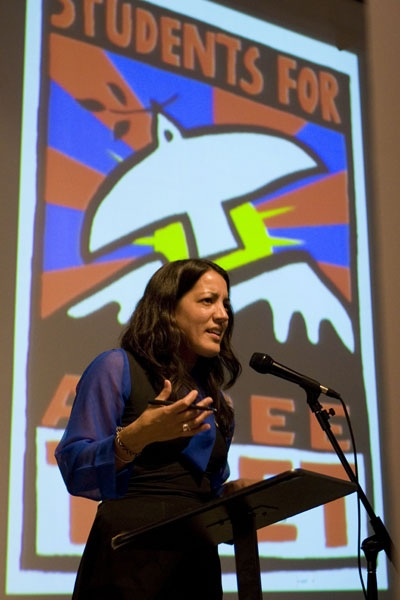
Lhadon Tethong

Lhadon Tethong, née en 1976 à Victoria est une canado-tibétaine, fondatrice et présidente d’Étudiants pour un Tibet libre, une association animée par 6 000 bénévoles et comprenant 50 000 sympathisants. 

## Biographie
Sa mère, Judy Tethong, est une coopérante canadienne et son père, Tsewang Choegyal Tethong (TC Tethong) un Tibétain en exil qui a dirigé un camp de réfugiés dans l'lnde du sud et a été ministre des Affaires étrangères du gouvernement tibétain en exil entre 1997 et 2001. Elle a été étudiante en histoire à l’université de King's College, à Halifax au Canada, une université dont elle est diplômée. 
En 1996, à San Francisco, au premier concert pour la liberté du Tibet, elle est bouleversée par la foule venue y assister, et la même année, elle ouvre la première section d’ETL dans son université. En 2000, elle prit la direction du siège new-yorkais de l'organisation.
Elle a tenu un blog depuis la République populaire de Chine, dans les semaines précédant les JO, avant d'être expulsée en août 2008
Lhadon Tethong s'éloigne des convictions du dalaï-lama qui prône une simple autonomie du Tibet. Pour Lhadon, ETL reste fermement attachés à l'indépendance totale du Tibet, au contraire du dalaï-lama.

## Filmographie
- 2008 : Tibet, le combat pour la liberté, film documentaire
- 2010 : When the Dragon Swallowed the Sun, film documentaire

## Distinction
En 2011, elle reçoit le prix James Lawson.